# Tiquisio

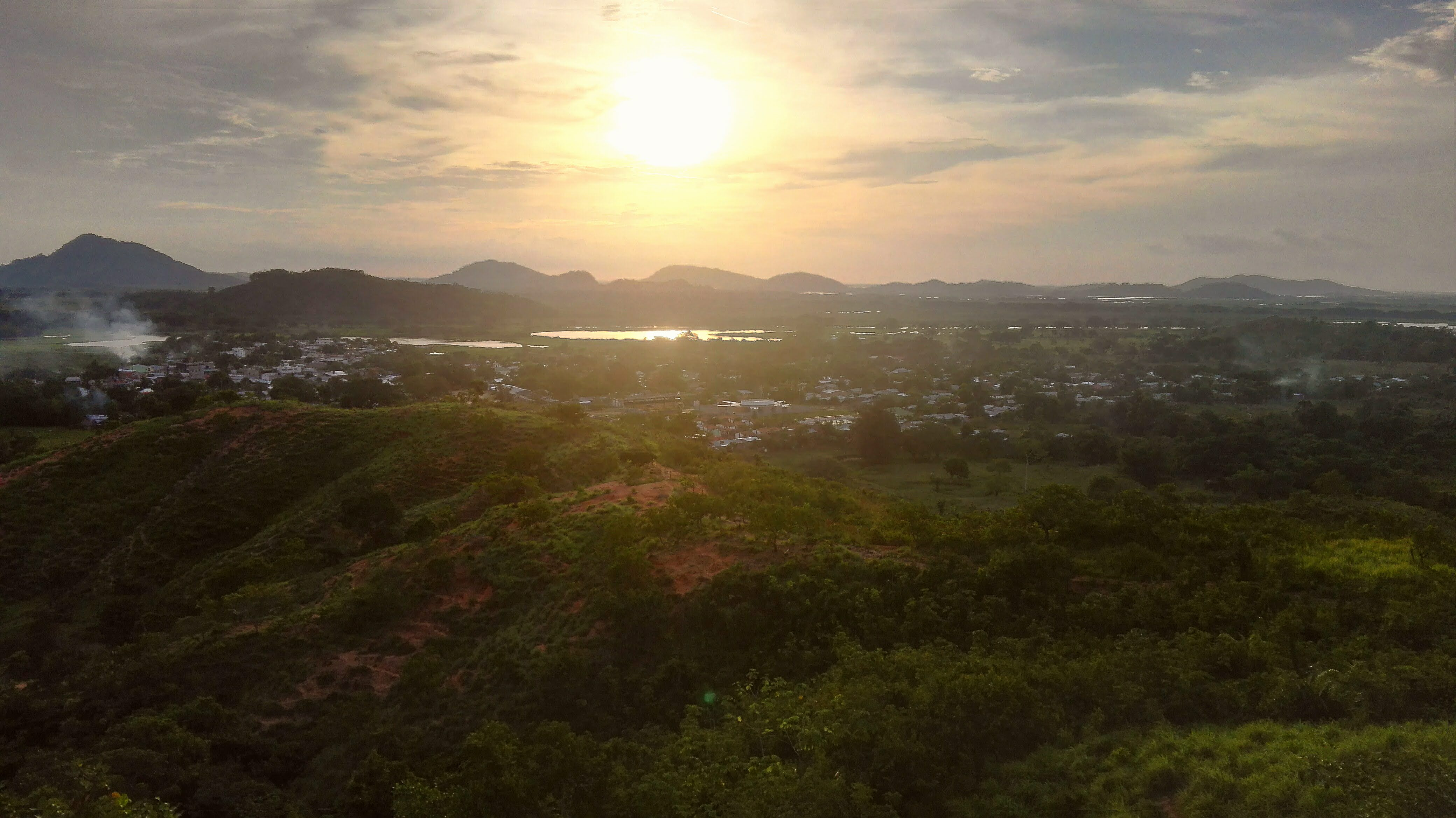

Tiquisio est une municipalité située dans le département de Bolívar, en Colombie.